# ハード美術館
ハード美術館(Heard Museum)はアリゾナ州フェニックスにある美術館である。ネイティブ・アメリカンの芸術や歴史に関する美術館である。

## 沿革
1929年、ドワイト・B・ハードとマイエ・バートレット・ハードの個人コレクションを元に創設。

## コレクション

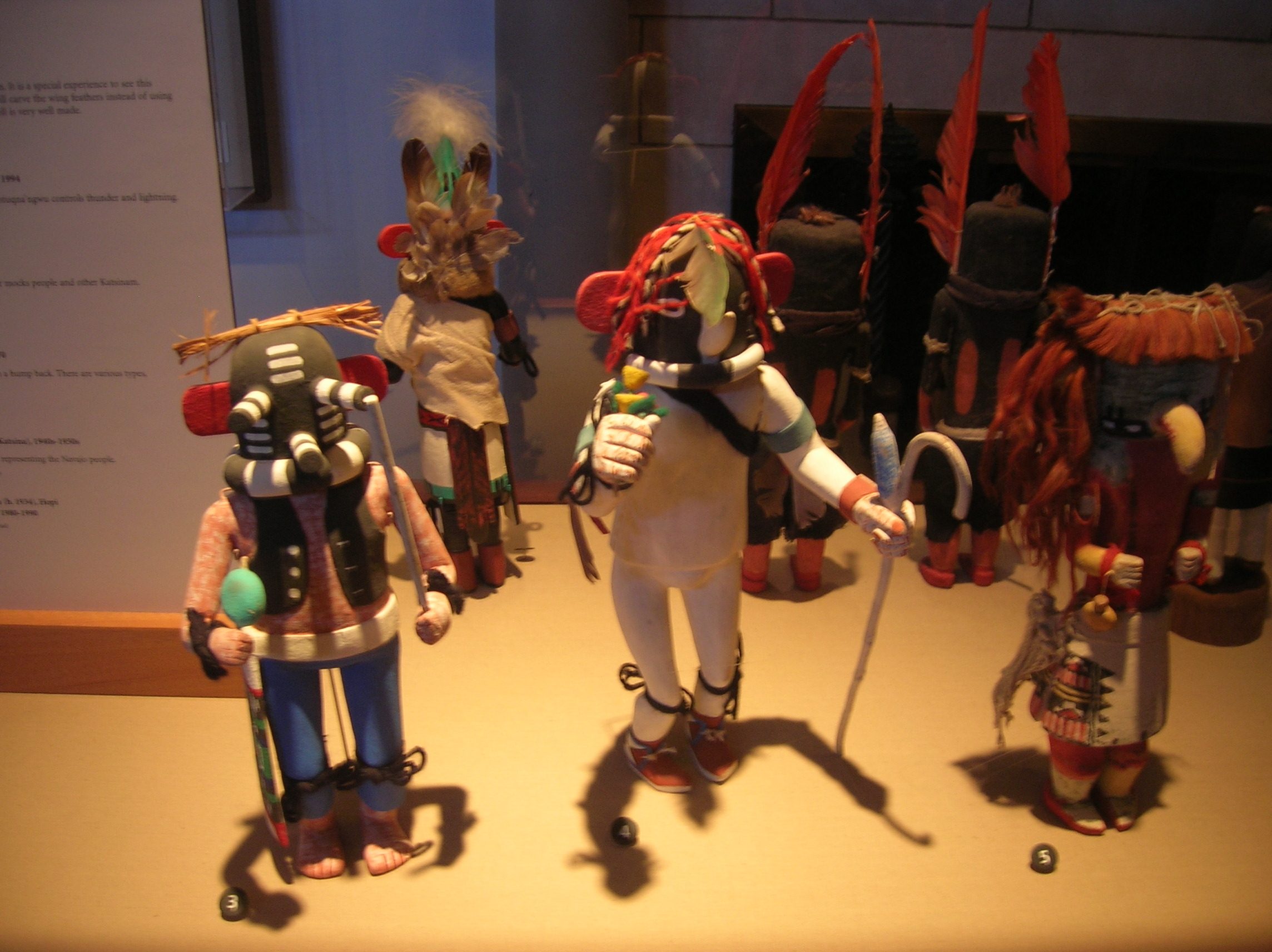
所蔵されているカチナの人形

ハード美術館は小規模に始まったが、現在では40,000点以上の所蔵品、34,000冊以上の書籍を備えている。

## 参照
1. ↑  Tropiano, Dolores. "Heard Museum’s Letitia Chambers." Phoenix Magazine. Dec 2010 (retrieved 7 Sept 2011)